# Mauno Koivisto
Mauno Henrik Koivisto (Turku, 25 novembre 1923 – Helsinki, 12 maggio 2017) è stato un economista e politico finlandese.
Di orientamento socialdemocratico è stato più volte ministro, presidente del Consiglio di Stato e presidente della Repubblica finlandese dal 1982 al 1994.

## Biografia
Secondogenito di Juho Koivisto, carpentiere sul mercantile Crichton-Vulcan, e di Hymni Sofia Eskola, che morì quando aveva dieci anni.
Fu volontario nell'esercito durante la Seconda guerra mondiale, dove combatté tra le file del Distaccamento Törni. Dopo la guerra aderì al Partito Socialdemocratico Finlandese (SDP) per anticomunismo e lavorò come operaio portuale, entrando nel movimento cooperativistico e sindacale socialdemocratico. Si laureò all'Università di Turku e nel 1959 divenne direttore della banca Helsingin Työväen Säästöpankki di Helsinki, impratichendosi così di economia e finanze.
Per rompere l'isolamento in cui l'SDP era caduto dopo il 1960, propose di migliorare i rapporti col presidente della Repubblica Urho Kekkonen, coi comunisti finlandesi e con l'Unione Sovietica. La sua linea, approvata dal partito, portò alla vittoria elettorale del 1966 che permise al presidente dell'SDP, Rafael Paasio, di formare un governo di coalizione coi comunisti e i centristi, in cui Koivisto ottenne il Ministero delle Finanze (1966-1968) ed intraprese dure misure monetarie e fiscali per risanare l'economia.
Dopo le dimissioni del governo Paasio (1968), Koivisto fu nominato governatore della Banca di Finlandia. Formò un governo di centrosinistra (1968-1970) che dovette affrontare i problemi legati alla trasformazione della società tradizionale finlandese (imposte, trasferimento degli agricoltori, alcolismo, aborto) con importanti riforme ma, sebbene i suoi modi schietti e informali lo rendessero l'uomo politico nazionale più popolare dei suoi anni, le elezioni del 1970 portarono una sconfitta per il suo governo, costringendolo alle dimissioni. Inoltre, sia il presidente Kekkonen che il governo sovietico si opposero ai suoi progetti per un'unione economica scandinava (Nordek). Ancora ministro delle finanze in un nuovo governo Paasio (1972), dovette affrontare la crescita del debito estero successiva alla crisi degli anni settanta.
Presidente del Consiglio di Stato per la seconda volta (1979-1982) con un governo di centrosinistra, mantenne una politica di basso profilo per evitare contrasti interni ma resistette ai tentativi del presidente Kekkonen di spingerlo alle dimissioni.
Presidente della Repubblica ad interim dopo le dimissioni di Kekkonen (1981-1982), fu eletto presidente nel 1982 e riconfermato nel 1988 a larga maggioranza. Attenuò i metodi quasi presidenziali del suo predecessore per riportare la politica finlandese verso il parlamentarismo. Mantenne buoni rapporti con la dirigenza sovietica fino alla dissoluzione dell'URSS (1991), quindi assunse una politica nettamente filo-occidentale di collaborazione con la NATO e orientata all'adesione all'Unione europea. Già durante il suo mandato pubblicò diverse opere autobiografiche sulla sua carriera politica, entrando in contrasto coi biografi di Kekkonen sull'operato del suo predecessore.
Scaduto il suo mandato, si segnalò anche per le sue numerose critiche, che ebbero accoglienza diversa: nell'autunno 1999 ricevette un premio per la pace dal Comitato dei 100 per aver criticato la guerra aerea condotta dalla NATO contro la Jugoslavia durante la Guerra del Kosovo.
Muore a 93 anni il 12 maggio 2017 alle 21:15, per complicazioni dovute alla malattia di Alzheimer, all'ospedale di Meilahti di Helsinki.